# Aslı Sümen
Aslı Sümen (Mersina, 17 settembre 1994) è un'attrice, ballerina e modella turca, eletta Miss Turchia 2017.

## Biografia
Nata nel 1994 a Mersina (Turchia), dopo aver completato l'istruzione primaria e secondaria, ha deciso di iscriversi presso la facoltà di amministrazione aziendale dell'Università tecnica del Medio Oriente, dove al termine degli studi ha conseguito la laurea.
Il 21 settembre 2017 ha partecipato al concorso di bellezza Miss Turchia, dove si è classificata seconda contro Itır Esen, la quale è stata squalificata dopo un tweet controverso sul tentativo di colpo di stato turco del 2016. Successivamente Aslı è stata incoronata come Miss Turchia 2017 e ha ottenuto il diritto di rappresentare la Turchia a Miss Mondo il 18 novembre.
Nel 2021 ha fatto il suo debutto come attrice con il ruolo di Tuğçe Dikman nella serie Baht Oyunu, insieme agli attori Cemre Baysel, Aytaç Şaşmaz e İdris Nebi Taşkan. Nel 2022 ha ottenuto il ruolo di Ezgi Uysal nella serie Erkek Severse, seguito da quello di Ayşegül nella serie Gülümse Kaderine. Nel 2023 ha interpretato il ruolo di Hilal Koral nella serie Ruhun Duymaz, insieme agli attori Şükrü Özyıldız e Burcu Özberk, seguita nel 2025 dal ruolo di Selin nella serie Altay.

## Vita privata
Dal 2022 è legata sentimentalmente con l'imprenditore Chris Bann, con il quale nel settembre 2024 è convolata a nozze a Roma, in Italia.

## Filmografia

### Televisione
- Baht Oyunu – serie TV, 17 episodi (Kanal D, 2021)
- Erkek Severse – serie TV, 26 episodi (beIN CONNECT, 2022)
- Gülümse Kaderine – serie TV, 5 episodi (Fox, 2022)
- Ruhun Duymaz – serie TV, 9 episodi (Fox, 2023)
- Altay – serie TV (tabii, 2025)

### Video musicali
- We Dance di Beduk, regia di Berat Tunç (2018)

## Riconoscimenti

### Attrice
- Pantene Golden Butterfly Awards
  - 2021: Candidata come Miglior attrice in una serie di commedia romantica per Baht Oyunu[18]

### Modella
- Miss Turchia
  - 2017: Seconda classificata e vincitrice, in seguito alla squalifica di Itır Esen[8]